# Gibarac
Gibarac (izvirno srbsko Гибарац) je naselje v Srbiji, ki upravno spada pod Občino Šid; slednja pa je del Sremskega upravnega okraja.

## Demografija
V naselju živi 940 polnoletnih prebivalcev, pri čemer je njihova povprečna starost 40,3 let (38,2 pri moških in 42,4 pri ženskah). Naselje ima 343 gospodinjstev, pri čemer je povprečno število članov na gospodinjstvo 3,38.
|  |

| Demografija | Demografija     | Demografija     |
| Leto        | Št. prebivalcev | Št. prebivalcev |
| ----------- | --------------- | --------------- |
|             |                 |                 |
|             |                 |                 |
|             |                 |                 |
|             |                 |                 |
| 1948        | 973             |                 |
| 1953        | 1044            |                 |
| 1961        | 1108            |                 |
| 1971        | 980             |                 |
| 1981        | 915             |                 |
| 1991        | 840             | 815             |
| 2002        | 1195            | 1158            |
|             |                 |                 |

| Etnična sestava po popisu iz leta 2002 | Etnična sestava po popisu iz leta 2002 | Etnična sestava po popisu iz leta 2002 | Etnična sestava po popisu iz leta 2002 | Etnična sestava po popisu iz leta 2002 |
| -------------------------------------- | -------------------------------------- | -------------------------------------- | -------------------------------------- | -------------------------------------- |
| Srbi                                   | Srbi                                   |                                        | 1.031                                  | 89,03%                                 |
| Hrvati                                 | Hrvati                                 |                                        | 91                                     | 7,85%                                  |
| Slovaki                                | Slovaki                                |                                        | 3                                      | 0,25%                                  |
| Jugoslovani                            | Jugoslovani                            |                                        | 3                                      | 0,25%                                  |
| Ukrajinci                              | Ukrajinci                              |                                        | 2                                      | 0,17%                                  |
| Rusini                                 | Rusini                                 |                                        | 2                                      | 0,17%                                  |
| Madžari                                | Madžari                                |                                        | 2                                      | 0,17%                                  |
| Čehi                                   | Čehi                                   |                                        | 1                                      | 0,08%                                  |
| Črnogorci                              | Črnogorci                              |                                        | 1                                      | 0,08%                                  |
| Muslimani                              | Muslimani                              |                                        | 1                                      | 0,08%                                  |
| Neznano                                | Neznano                                |                                        | 5                                      | 0,43%                                  |